# 国家广播电影电视总局
国家广播电影电视总局（简称国家广电总局、广电总局）是中华人民共和国国务院已撤销的正部级直属机构，由中共中央宣传部和国务院领导。其主要职能是监管中国大陆（不含港澳地区）所有的广播电视媒体。
国家广播电影电视总局的前身是中华人民共和国广播电影电视部。2013年3月，国务院机构改革，国家广播电影电视总局被撤销，与原新闻出版总署合并成立国家新闻出版广电总局。

## 职责
广电总局的主要职能有：
1. 研究并拟定广播电视宣传和影视创作的方针政策，把握舆论导向；指导广播电视宣传和广播影视创作并协调其题材规划；指导广播电影电视管理体制改革。
2. 研究并起草广播电影电视事业管理的法律、法规；制订广播电影电视管理规章和事业的发展规划；监督管理广播电视节目、卫星电视节目收录和通过信息网络向公众传播的视听节目；负责用于广播电台、电视台播出的广播电视节目的进口管理并负责内容审核。
3. 审批县级以上（含县级）广播电视播出机构和电影、广播电视节目、电视剧制作单位的建立和撤销；组织审查在广播电视中播出的电影、电视剧及其他节目的内容和质量；发放和吊销电影摄制、公映许可证和电视剧制作、发行许可证。
4. 管理广播电影电视科技工作，制订有关技术政策和标准，指导广播电影电视系统适用高新技术的科学研究和开发应用；研究广播电影电视方面的经济政策。
5. 按照国家的统筹规划、宏观政策和法律法规，对广播电视专用网进行具体规划并管理；制订广播电视专用网的具体政策、规章和技术标准，指导分级建设和开发工作，保证广播电视节目的安全播出；受信息产业部委托，编制广播电视专用频段的规划，指配广播电视频率（频道）和功率等技术参数；参与制订国家信息网络的总体规划。
6. 领导中央人民广播电台、中国国际广播电台和中国中央电视台，对其重大宣传进行协调和检查，统一组织和管理其节目的传输覆盖。
7. 研究制订广播电影电视系统外事工作的有关规定；管理并指导广播电影电视对外和对香港、澳门特别行政区及台湾地区的交流与合作。
8. 主管出版品相關業務。
9. 承办中共中央、国务院交办的其他事项。

## 机构设置

### 总局机关内设机构
- 办公厅
- 法规司
- 宣传管理司
- 电影管理局
- 电视剧管理司
- 传媒机构管理司
- 网络视听节目管理司
- 科技司
- 规划财务司
- 国际合作司（港澳台办公室）
- 人事司
- 保卫司
- 直属机关党委
- 总局工会
- 离退休干部局

### 被派驻机构
- 中央纪委驻广电总局纪检组、监察部驻广电总局监察局
- 审计署驻广电总局审计局

### 直属事业单位
- 中央人民广播电台
- 中国国际广播电台
- 中央电视台
- 中国电影集团公司
- 国家广播电影电视总局无线电台管理局
- 监管中心
- 广播影视发展研究中心
- 信息中心
- 广播科学研究院
- 广播电视规划院
- 中国电影科学技术研究所
- 电影技术质量检测所
- 中广电设计研究院
- 中国电视艺术委员会
- 中国广播艺术团（中国电影乐团）
- 中国电影艺术研究中心（中国电影资料馆）
- 电影剧本规划策划中心
- 电影数字节目管理中心
- 电影资金办
- 机关服务中心（物业管理中心）
- 培训中心
- 广播影视人才交流中心
- 中国广播电视出版社
- 中国广播电视协会
- 中央新闻纪录电影制片厂
- 北京科学教育电影制片厂
- 中国电视剧制作中心
- 电影卫星频道节目制作中心
- 中广传播集团有限公司
- 中央卫星电视传播中心
- 中国广播交响乐团（中国爱乐乐团）
- 中国有线电视网络公司
- 中国广播电视国际经济技术合作总公司
- 中国国际电视总公司
- 卫星直播管理中心（2011年10月11日成立）

### 广电系统省级管理机构
全国31个省、自治区、直辖市及新疆生产建设兵团均设有广播电影电视局。

## 机构沿革
| 起始时间   | 机构名称                     | 正职领导                                                                                  | 副职领导 | 上级主管单位                                         | 备注                                                          |
| ---------- | ---------------------------- | ----------------------------------------------------------------------------------------- | --- | ---------------------------------------------------- | ------------------------------------------------------------- |
| 1949年6月  | 中国广播事业管理处           | 处长：廖承志                                                                              | 副处长：李强 管委：廖承志、李强、徐迈进、梅益、温济泽、李伍、陆亘一 | 中共中央宣传部                                       | 廖承志任处长兼北平新华广播电台台长；李强任副处长兼副台长。    |
| 1949年11月 | 广播事业局                   | 局长：李强                                                                                | 副局长：梅益、徐迈进 | 中央人民政府新闻总署                                 | 1953年3月，中央广播事业局党总支改为党组。                     |
| 1952年     | 中央广播事业局               | 局长：梅益（52.9任）                                                                      | 副局长：徐迈进、温济泽（52.9任) | 政务院文化教育委员会                                 |                                                               |
| 1954年     | 中央广播事业局               | 局长：梅益 党组书记：丁莱夫(1962.10-)                                                     | 副局长：徐迈进(1949.6-1956.12)、温济泽(1952.9-1958.9) 刘呈云(1953.3-1959.9)、周新武（55.3任）、金照（55.3任）、李伍(1955.3-1960) 顾文华(1959.9-) 董林(1959.9-) 左漠野(1959.9-) 李哲夫(1961.11-) 王寿仁(1966.5-) | 技术、行政业务由国务院二办领导，宣传业务由中宣部领导 | 1963年4月，中央广播事业局建立党委。1964年再改为党组。         |
| 1967年     | 中央广播事业局               | 军管组长：刘路明(1967.12-1968.8) 张午(1968.8-1969.11)刘建功(1969.11-1973.1)               | 军管副组长：张子良(1967.12-) 戴征远(1967.12-1973.1) 张士诚(1969.12-) | 列为中共中央直属机构                                 | 1967年12月12日，中央广播事业局实行军事管制。                  |
| 1973年     | 中央广播事业局               | 局长：刘建功(1973.1-1974.9) 邓岗(代1974.9-1976.2; 1976.2-1977.1)                          | 副局长：戴征远(1973.1-1974.9)、毛德厚(1973.1-1977.10)、董林(1973.1-1982.5)、王寿仁(1973.1-1982.5)、金照(1973.1-1982.5)、顾文华(1973.1-1982.5)、李哲夫(1973.1-1982.5) 张振东(1974.9-1982.5) | 列为中共中央直属机构                                 | 1973年1月2日，中央广播事业局恢复局长制并成立党的核心小组。    |
| 1977年     | 中央广播事业局               | 局长：张香山(1977.1-1982.5) 党组书记：张策(1978.5-1982.5)                                 | 副局长：李连庆(1977.1-1982.5) 王寿仁(1973.1-1982.5) 董林(1973.1-1982.5) 金照(1973.1-1982.5) 顾文华(1973.1-1982.5)李哲夫(1973.1-1982.5) 张振东(1974.9-1982.5) 李衍授(1978.5-1982.5) 周新武(1978.12-1982.5) 卢克勤(1978.12-1982.5) 左漠野(1978.12-1982.5) 郝平南(1979.3-1982.5)                                              | 划归国务院领导，宣传业务归中宣部领导                 | 1977年，中央广播事业局成立党组。                              |
| 1982年5月  | 中华人民共和国广播电视部     | 部长：吴冷西(1982.5-1985.4) 艾知生(1985.4-1986.1)                                         | 副部长：郝平南(1982.5-1986.1) 马庆雄(1982.5-1986.1) 徐崇华(1982.5-1986.1) 谢文清(1983.4-1986.1) | 国务院组成部门                                       | 1982年5月4日，中央广播事业局改为广播电视部。                  |
| 1986年1月  | 中华人民共和国广播电影电视部 | 部长：艾知生(1986.1-1994.4) 孙家正(1994.4-1998.3)                                         | 副部长：谢文清(1986.1-1987.7) 马庆雄(1986.1-1993.2) 徐崇华(1986.1-1993.2) 聂大江(1986.1-1990.8) 丁峤(1986.1-1987.7) 王枫(1987.7-1994.5) 陈昊苏(1987.7-1990.5) 田聪明(1990.12-1998.3) 刘习良(1991.5-1997.10) 同向荣(1993.2-1998.3) 何栋材(1993.2-1997.10) 杨伟光(1994.5-1997.10) 赵实(1996.2-1998.3) 张海涛(1997.10-1998.3) | 国务院组成部门                                       | 1986年1月20日，广播电视部与文化部电影局合并为广播电影电视部。 |
| 1998年3月  | 国家广播电影电视总局         | 局长：田聪明(1998.3-2000.6) 徐光春(2000.6-2004.12) 王太华(2004.12-2011.3) 蔡赴朝(2011.3-) | 副局长：李树文(1998.4-2001.4)（98.4任）同向荣(1998.4-?) 赵实(1998.4-2011.2) 张海涛(1998.4-2012.10) 吉炳轩(1998.9-2001.7.31) 李东生(2000.7-2001.1) 胡占凡(2001.3-2010.3) 雷元亮(2003.8-2009.8) 田进(2004.8-) | 国务院直属机构                                       | 1998年3月，广播电影电视部改为国家广播电影电视总局。           |

## 历任负责人
中央广播事业管理处处长
1. 廖承志（1949年）

广播事业局局长
1. 李强（1949年－1952年9月）

中央广播事业局局长
1. 梅益（1952年9月－1966年）

中国人民解放军中央广播事业局军事管制组组长
1. 刘路明（1967年12月－1968年8月）
2. 张午（1968年8月－1969年11月）
3. 刘建功（1969年11月－1974年9月）

中央广播事业局局长
1. 刘建功（1969年11月－1974年9月）
  - 邓岗（1974年9月－1976年2月）（代理）
2. 邓岗（1976年2月－1977年1月）
3. 张香山（1977年1月－1982年5月）

中华人民共和国广播电视部部长
1. 吴冷西（1982年5月－1985年4月）
2. 艾知生（1985年4月－1986年与文化部电影局合并为广播电影电视部）

中华人民共和国广播电影电视部部长
1. 艾知生（1986年－1994年4月）
2. 孫家正（1994年4月－1998年4月）

国家广播电影电视总局局长
1. 田聰明（1998年4月－2000年6月）
2. 徐光春（2000年6月－2004年12月）
3. 王太華（2004年12月－2011年3月）
4. 蔡赴朝（2011年3月－2015年与新闻出版总署合并为国家新闻出版广电总局）